# Андрій Тищенко
Андрій Тищенко (31 січня, 1975 Україна) — гравець національної збірної України з регбі, гравець задньої лінії, центр. 